# Earl Lloyd
Earl Francis Lloyd (Alexandria, Virginia, 3 de abril de 1928 - Crossville, Tennessee, 26 de febrero de 2015) fue un baloncestista estadounidense que fue conocido por ser el primer afrodescendiente en jugar en la NBA, en la temporada 1950-51, junto a otros tres jugadores afroamericanos: Chuck Cooper, Nathaniel Clifton y Hank DeZonie.

## Trayectoria deportiva

### Universidad
Lloyd jugó en la Universidad de West Virginia State, liderándola a dos campeonatos de conferencia y del torneo CIAA, en 1948 y 1949. Fue nombrado en el mejor quinteto de la conferencia en tres ocasiones, y dos veces All-American por el periódico Pittsburgh Courier. Como sénior, promedió 14 puntos y 8 rebotes por partido, liderando a West Virginia State a un segundo puesto en la conferencia y torneo CIAA. En 1947-48, West Virginia State fue el único equipo invicto en Estados Unidos.

### NBA
Apodado "The Big Cat", Lloyd fue uno de los primeros tres afroamericanos en jugar en la NBA. En realidad, Lloyd fue el primero, ya que jugó un día antes que Chuck Cooper, de Boston Celtics, y cuatro días antes que Nat "Sweetwater" Clifton, de New York Knicks. Lloyd disputó 560 partidos en nueve temporadas, promediando 8.4 puntos y 6.4 rebotes por encuentro.
Lloyd jugó solamente siete partidos con Washington Capitols antes de que el equipo le despidiera el 9 de enero de 1951. Posteriormente entraría en la Armada de los Estados Unidos en Fort Sill, Oklahoma, antes de que Syracuse Nationals se interesara por él y le fichara. En Syracuse pasó seis años, y con Detroit Pistons dos antes de su retirada en 1960.
Lloyd se retiró con 4.682 puntos. Su mejor año fue en 1955, promediando 10.2 puntos y 7.7 rebotes por noche con Syracuse, llegando incluso a ganar el campeonato ante Fort Wayne Pistons en las Finales de la NBA por 4-3. Lloyd y Jim Tucker fueron los primeros afroamericanos en jugar en un equipo campeón de la NBA. Al igual que Lloyd, Clifton y Cooper tuvieron importantes pero no espectaculares carreras en la liga.
Según Jerry Green, periodista del Detroit News, el general mánager de los Pistons Don Wattrick quiso fichar a Lloyd en 1965 como entrenador, lo que hubiera significado que Lloyd se convertía también en el primer afrodescendiente en dirigir a un equipo de la NBA. En lugar de él, Dave DeBusschere fue nombrado entrenador-jugador de los Pistons. Desde 1972 hasta 1973, Lloyd entrenó a los Pistons (Bill Russell ya se había convertido en el primer afrodescendiente en entrenar a un equipo de la liga) y trabajó como ojeador para la franquicia durante cinco temporadas.

#### Estadísticas
|  | Campeón de la NBA |

##### Temporada regular
| Año     | Equipo     | PJ  | MPP  | %TC  | %TL  | RPP | APP | PPP  |
| ------- | ---------- | --- | ---- | ---- | ---- | --- | --- | ---- |
| 1950–51 | Washington | 7   | –    | .457 | .846 | 6.7 | 1.6 | 6.1  |
| 1952–53 | Syracuse   | 64  | 28.2 | .344 | .693 | 6.9 | 1.0 | 7.4  |
| 1953–54 | Syracuse   | 72  | 30.6 | .374 | .746 | 7.3 | 1.6 | 9.1  |
| 1954–55 | Syracuse   | 72  | 30.7 | .365 | .750 | 7.7 | 2.1 | 10.2 |
| 1955–56 | Syracuse   | 72  | 25.5 | .335 | .772 | 6.8 | 1.6 | 8.5  |
| 1956–57 | Syracuse   | 72  | 27.3 | .373 | .749 | 6.0 | 1.6 | 9.0  |
| 1957–58 | Syracuse   | 61  | 17.1 | .331 | .745 | 4.7 | 1.0 | 5.2  |
| 1958–59 | Detroit    | 72  | 24.9 | .349 | .753 | 6.9 | 1.3 | 8.4  |
| 1959–60 | Detroit    | 68  | 23.7 | .356 | .800 | 4.7 | 1.3 | 8.9  |
| Total   | Total      | 560 | 26.2 | .356 | .750 | 6.4 | 1.4 | 8.4  |

##### Playoffs
| Año   | Equipo   | PJ | MPP  | %TC  | %TL   | RPP | APP | PPP  |
| ----- | -------- | -- | ---- | ---- | ----- | --- | --- | ---- |
| 1953  | Syracuse | 2  | 36.5 | .235 | .700  | 4.5 | 2.5 | 7.5  |
| 1954  | Syracuse | 10 | 26.0 | .342 | .654  | 5.7 | 2.0 | 6.7  |
| 1955  | Syracuse | 11 | 32.3 | .361 | .750  | 8.1 | 3.2 | 11.5 |
| 1956  | Syracuse | 8  | 21.5 | .321 | .929  | 5.4 | 0.9 | 8.1  |
| 1957  | Syracuse | 5  | 16.6 | .400 | .636  | 4.2 | 1.0 | 6.2  |
| 1958  | Syracuse | 3  | 10.7 | .357 | –     | 2.7 | 0.0 | 3.3  |
| 1959  | Detroit  | 3  | 29.0 | .321 | 1.000 | 6.0 | 2.3 | 8.7  |
| 1960  | Detroit  | 2  | 26.5 | .250 | .625  | 4.5 | 1.5 | 8.5  |
| Total | Total    | 44 | 25.3 | .337 | .744  | 5.8 | 1.9 | 8.1  |